# Heinrich von Brettach

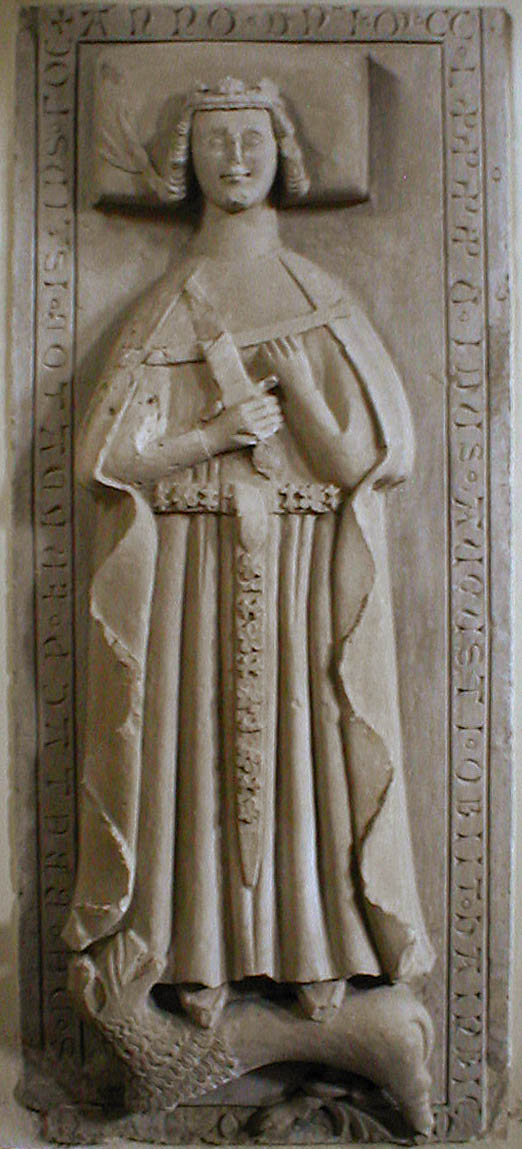
Grabplatte des Heinrich von Brettach in der evangelischen Kirche in Mühlbach

Heinrich von Brettach († 13. August 1295) entstammte einem Rittergeschlecht, das seinen Stammsitz in Brettach im heutigen Landkreis Heilbronn hatte.

## Leben
Von dem Geschlecht der Herren von Brettach ist kein ritterliches Wappen überliefert. 1261 erhält Heinrich von Brettach das Lehen Heinsheim von Erkenger von Magenheim. 1289 verkaufte Ulrich von Magenheim Weinberge in Mörderhausen (ehemals bei Meimsheim) und in Leonbronn, von welchen Heinrich jährlich fünf Heller Zins erhält.
Vermutlich war Heinrich von Brettach Gefolgsmann der Herren von Weinsberg und erhielt in diesem Zusammenhang den Besitz in Mühlbach. Die Herren von Weinsberg hatten Reichsdörfer um Eppingen als Pfand, unter anderem von 1316 bis 1338 Rohrbach am Gießhübel und 1338 Richen.
1290 gab Heinrich von Brettach die Kapelle in Mühlbach, Filialkapelle der Pfarrei Eppingen, mit den zugehörenden Gütern dem Wilhelmitenkloster in Marienthal bei Hagenau im Elsass, damit ein neues Kloster gegründet werde.

## Grabstein
Der Grabstein von Heinrich von Brettach, der bei seinem Tod vermutlich zwischen 55 und 60 Jahre alt war, befindet sich heute noch in der evangelischen Kirche in Mühlbach. Der trapezförmige Stein ist oben breiter als unten, und am Rande befindet sich an drei Seiten eine lateinische Inschrift in gotischer Majuskel, die auf der linken Längsseite in Spiegelschrift mit den Buchstaben nach außen eingemeißelt ist. Die Umschrift lautet: Im Jahre des Herrn 1295 an den Iden des August starb der Ritter Hainricus von Bretach, der Gründer dieses Ortes.
Der jugendliche, bartlose Kopf ruht auf einem Kissen, und die Füße stehen auf einem Löwen, der Mut und Tapferkeit symbolisiert. Der Mantel ist geöffnet, und man sieht den Faltenwurf des Kleides, das von einem mit Rosetten verzierten Gürtel zusammenhalten wird. Heinrich hält ein Schwert mit der rechten Hand zur rechten Schulter hoch. Die linke Hand liegt geöffnet auf der Brust. Ein Reif sitzt auf seinem Haarschmuck mit herabhängenden Locken.